# Lepadella rottenburgi
Lepadella rottenburgi är en hjuldjursart som först beskrevs av Lucks 1912.  Lepadella rottenburgi ingår i släktet Lepadella och familjen Lepadellidae. Inga underarter finns listade i Catalogue of Life.